# 浦山ダム
浦山ダム（うらやまダム）は、埼玉県秩父市浦山地先、荒川水系浦山川に建設されたダムである。

## 沿革
荒川は1947年（昭和22年）のカスリーン台風以後、建設省（現・国土交通省関東地方整備局）によって「荒川総合開発事業」が進められ1961年（昭和36年）には荒川本川に二瀬ダムが完成した。だがその後1967年（昭和42年）にも流域は大水害の被害を受け、更なる洪水調節の必要性に迫られた。
一方首都圏の水需要が逼迫してきた昭和30年代以降、東京都の水源を多摩川水系から利根川水系へ移行させようとしていた建設省は利根川水系を「水資源開発促進法」の水資源開発水系に指定。「利根川水系水資源開発基本計画」（フルプラン）に基づき水資源開発公団（現・独立行政法人水資源機構）が中心になってダム等による水源整備を推し進めた。だがその後も首都圏の人口増加は青天井の状況が続き、利根川水系では何れ限界が来るのは目に見えていた。このため古来より水需要での関連が深かった荒川水系においても水資源開発の重要性が高まり、1974年（昭和49年）に荒川水系は利根川水系と一体化して水資源開発水系に指定された。
建設省は既に浦山川に1972年（昭和47年）より浦山ダムの予備調査に入っていたが「利根川・荒川水系水資源開発基本計画」の変更に伴って滝沢ダムと共に1976年（昭和51年）10月に水資源開発公団に事業が移管された。

## 日本屈指の大ダム
ダムは当初堤高165.0mの中央土質遮水壁型ロックフィルダムとして計画されていた。当時から日本では屈指の大ダムであったが後に事業費節減と地質調査の結果から重力式コンクリートダムへの変更が可能となり、堤高156.0mのダムとして施工されることとなった。重力式コンクリートダムとしては奥只見ダム（阿賀野川水系只見川。電源開発株式会社。157.0m）に続き全国2番目の高さを誇り、関東地方ではロックフィルダムの奈良俣ダム（楢俣川・水資源機構）の158.0mに次ぐ規模の堤高を誇る多目的ダムである。
ダム建設に伴い49戸の住居が水没することもあり、補償交渉には時間が掛かった。最終的には1978年（昭和53年）に水源地域対策特別措置法の指定ダムとして水没住民に対し様々な生活再建のための施策を補償し、交渉は滝沢ダムより早く1987年（昭和62年）妥結することができた。これ以後本体工事が進められ、1998年（平成10年）に28年の歳月を掛けて完成にこぎ着け、翌1999年（平成11年）より使用を開始した。ダムの目的は洪水調節、不特定利水、東京都・埼玉県への上水道供給、埼玉県営の発電である。

## 清水バイパス
以前は大雨で流れ来た、濁っている水をそのまま放流していたが、魚などの動植物などへの影響を考え、ダムのさらに上流からきれいな水を導水し、ダム下流に放水するために、清水バイパスが建設された。

## 秩父さくら湖
ダム湖は「秩父さくら湖」と命名され、春には湖畔にサクラが咲き乱れる。ダムも本体内部を始め1994年（平成6年）の「地域に開かれたダム」施策に基づいて一般に積極的に開放されており、多くの観光客が訪れる。また、この一帯は秩父三十四箇所観音巡礼の札所が多いため、巡礼客の姿も絶えない。西武秩父駅からも比較的近く国道140号からダムの壮大な姿を望むことができ、逆にダム天端からは秩父市内を一望することが可能である。
ダムの最下部に入り口がありそこに入ると資料が展示してある。そこをずっと進んでいくとエレベーターがありダム最上部にあがることができる。またエレベーター付近にはダムの水圧を体験できる機械がおいてあり誰でも自由に使用することができる。

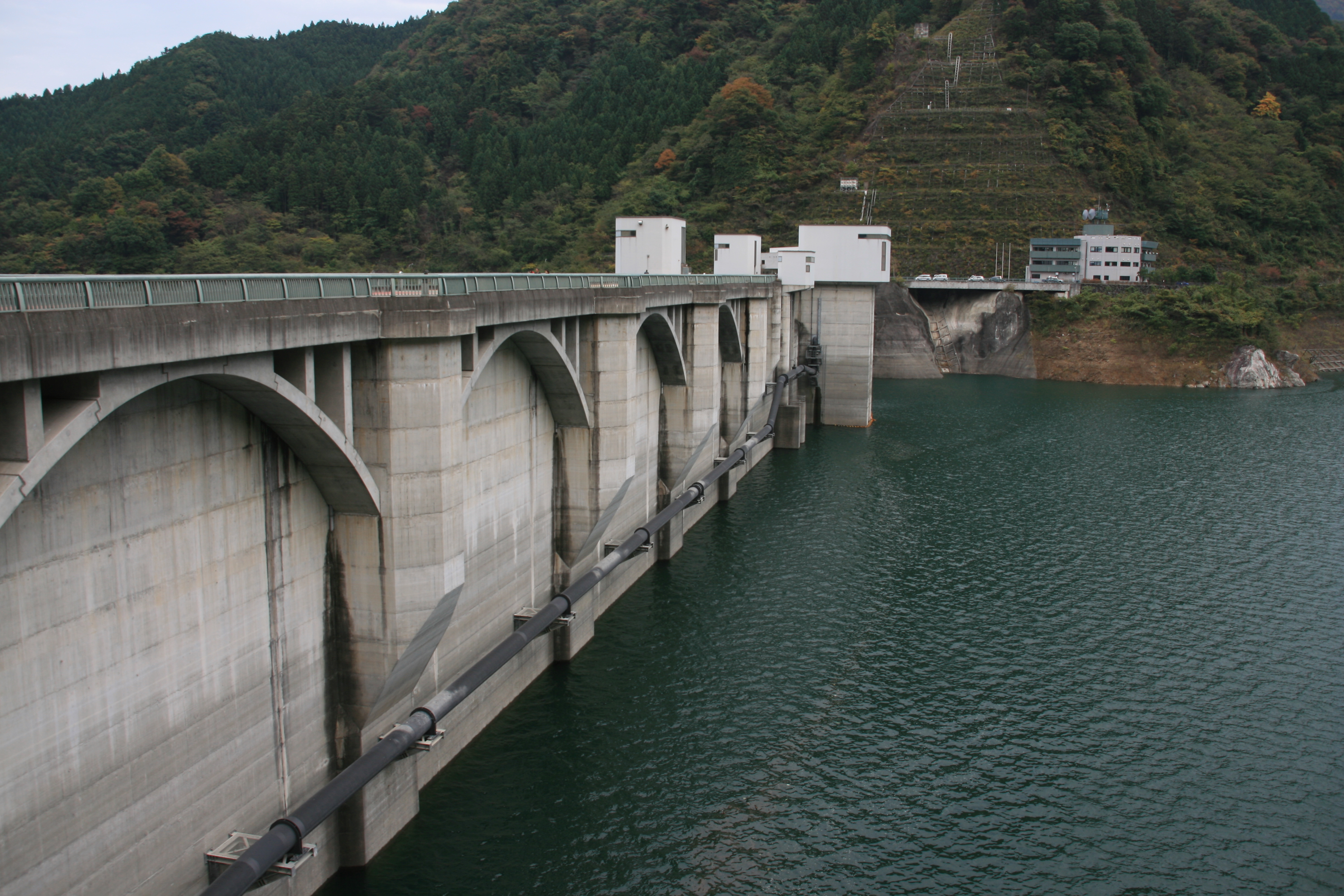
浦山ダム上流側
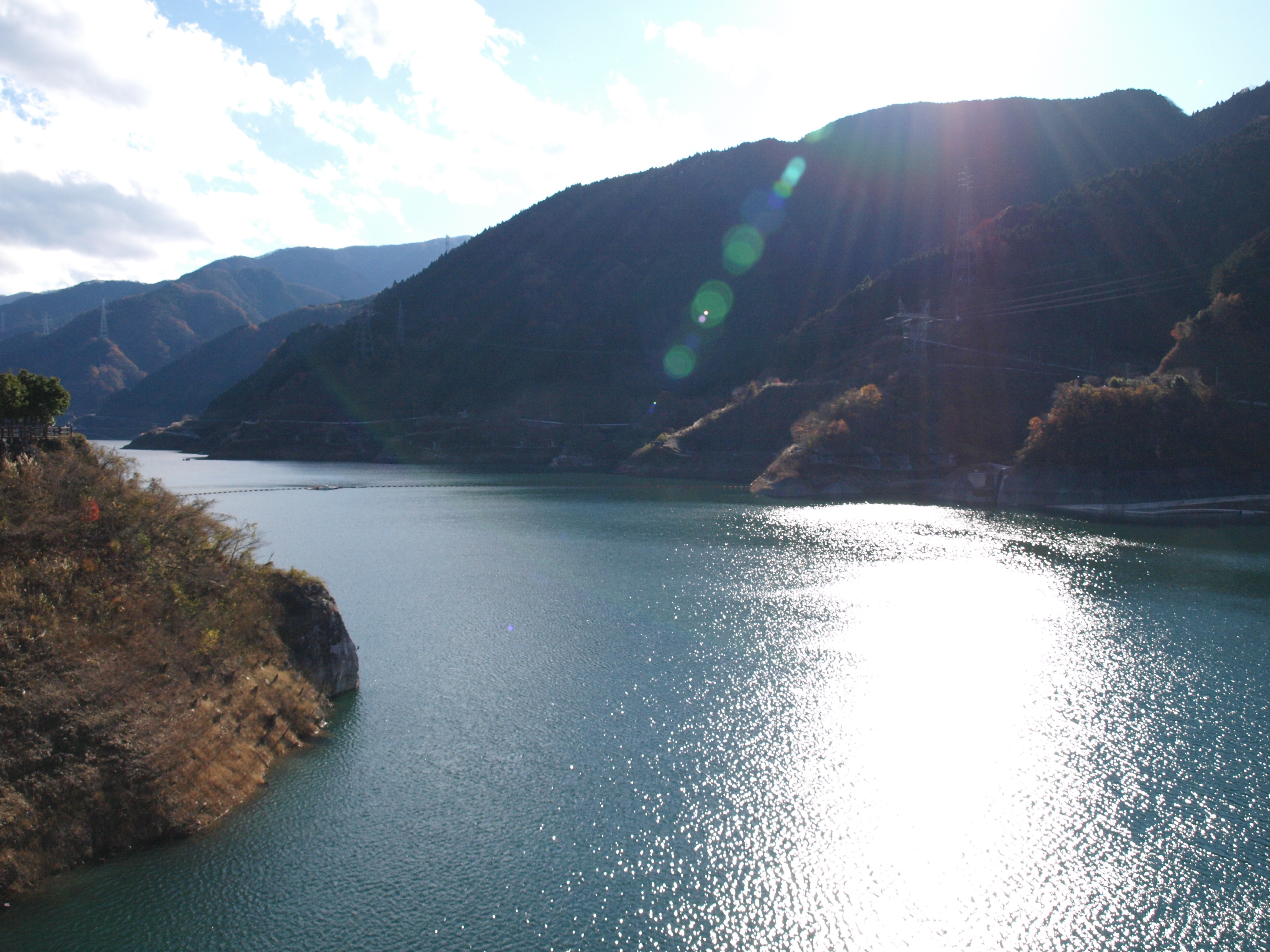
秩父さくら湖
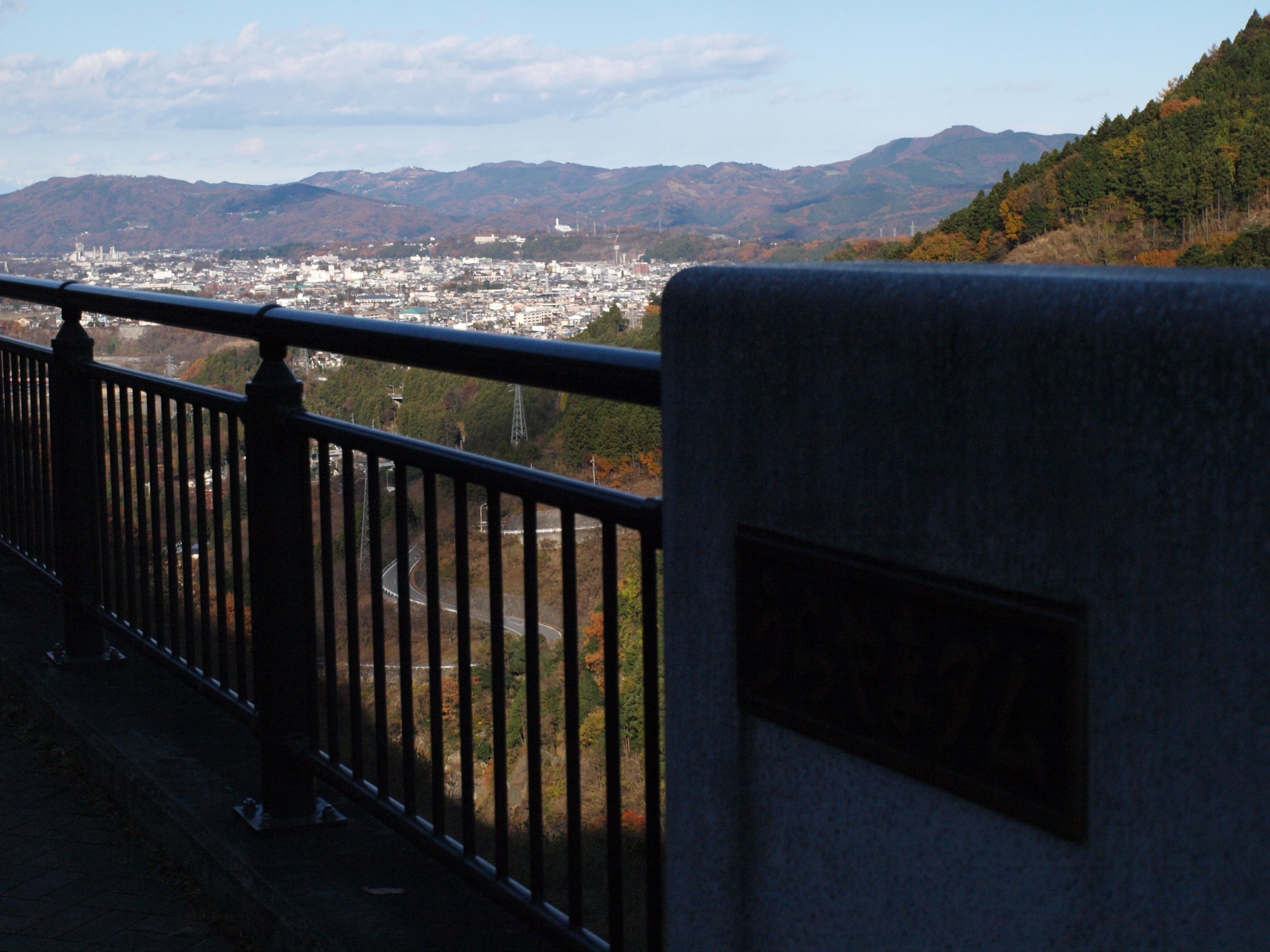
秩父市街

## 浦山ダムが登場する作品

### 特撮
- 仮面ライダー555
- 仮面ライダー剣
- 仮面ライダー響鬼
- 仮面ライダーカブト
- 仮面ライダー電王
- 仮面ライダーキバ
- 仮面ライダーオーズ
- 仮面ライダーウィザード
- 仮面ライダードライブ
- 仮面ライダーゼロワン
- 炎神戦隊ゴーオンジャー
- 獣電戦隊キョウリュウジャー
- 烈車戦隊トッキュウジャー
- 騎士竜戦隊リュウソウジャー
- 大魔神カノン
- 牙狼-GARO- -魔戒烈伝- 第5話

### テレビドラマ
- 鯨の哭く海

### 漫画
- ダムマンガ（井上よしひさ）

### DVD
- 北野誠のおまえら行くな。2nd SEASON～突撃編～

## 浦山ダムのライトアップ
浦山ダムは定期的に照明設備点検のためのライトアップを実施している。
ライトアップ期間中は、うららぴあと下流広場の駐車場は開放される。

## 浦山ダムカレー
浦山ダムに隣接されている浦山ダム資料館の「うららぴあ」の中には「さくら湖食堂」があり、「浦山ダムカレー」を食べることができる。
ちなみに、日本初の「浦山ダムラーメン」もある。